# Parc national de Kora
Cet article concerne un parc national du Kenya. Pour les autres significations, voir Kora (homonymie).
Le parc national de Kora, est un parc national situé au Kenya, dans la province côtière, à environ 125 kilomètres à l'est du Mont Kenya. Il couvre une superficie d'environ 1 787 kilomètres carrés.

## Historique
Le parc est d'abord classé réserve naturelle en 1973, puis en tant que parc national en 1990, à la suite de l'assassinat de George Adamson par des braconniers somalis.
Le parc de Kora a été par le passé une zone réputée peu sûre, mais aujourd'hui la volonté politique en place est de le protéger, c'est pourquoi le parc recherche des fonds pour se développer et assurer la sécurité sur le long terme. Un programme multi-disciplinaire de développement est mis en place simultanément dans les parcs de Kora et de Meru. Il comprend notamment la reconstruction de Kampi ya Simba (en) (le camp de George Adamson) pour qu'il puisse servir de mémorial et d'attraction touristique. L'ouverture de réseaux routiers pour faciliter l'accès au parc est également un point important de ce programme de développement.

## Géographie
Au nord du parc, la frontière est délimitée par le parc national de Meru, ainsi que par le fleuve Tana. Cette limite s'étend sur 65 kilomètres. Sa frontière orientale est marquée par la Rivière Mwitamvisi. Le parc dispose également de plusieurs cours d'eau saisonniers.